# Florissant (Colorado)
Florissant es un lugar designado por el censo ubicado en el condado de Teller en el estado estadounidense de Colorado. En el Censo de 2010 tenía una población de 104 habitantes y una densidad poblacional de 77,82 personas por km².

## Geografía
Florissant se encuentra ubicado en las coordenadas 38°56′40″N 105°17′24″O / 38.94444, -105.29000. Según la Oficina del Censo de los Estados Unidos, Florissant tiene una superficie total de 1.34 km², de la cual 1.34 km² corresponden a tierra firme y (0%) 0 km² es agua.

## Demografía
Según el censo de 2010, había 104 personas residiendo en Florissant. La densidad de población era de 77,82 hab./km². De los 104 habitantes, Florissant estaba compuesto por el 87.5% blancos, el 0% eran afroamericanos, el 1.92% eran amerindios, el 0% eran asiáticos, el 0% eran isleños del Pacífico, el 0.96% eran de otras razas y el 9.62% pertenecían a dos o más razas. Del total de la población el 10.58% eran hispanos o latinos de cualquier raza.